# ピカタ

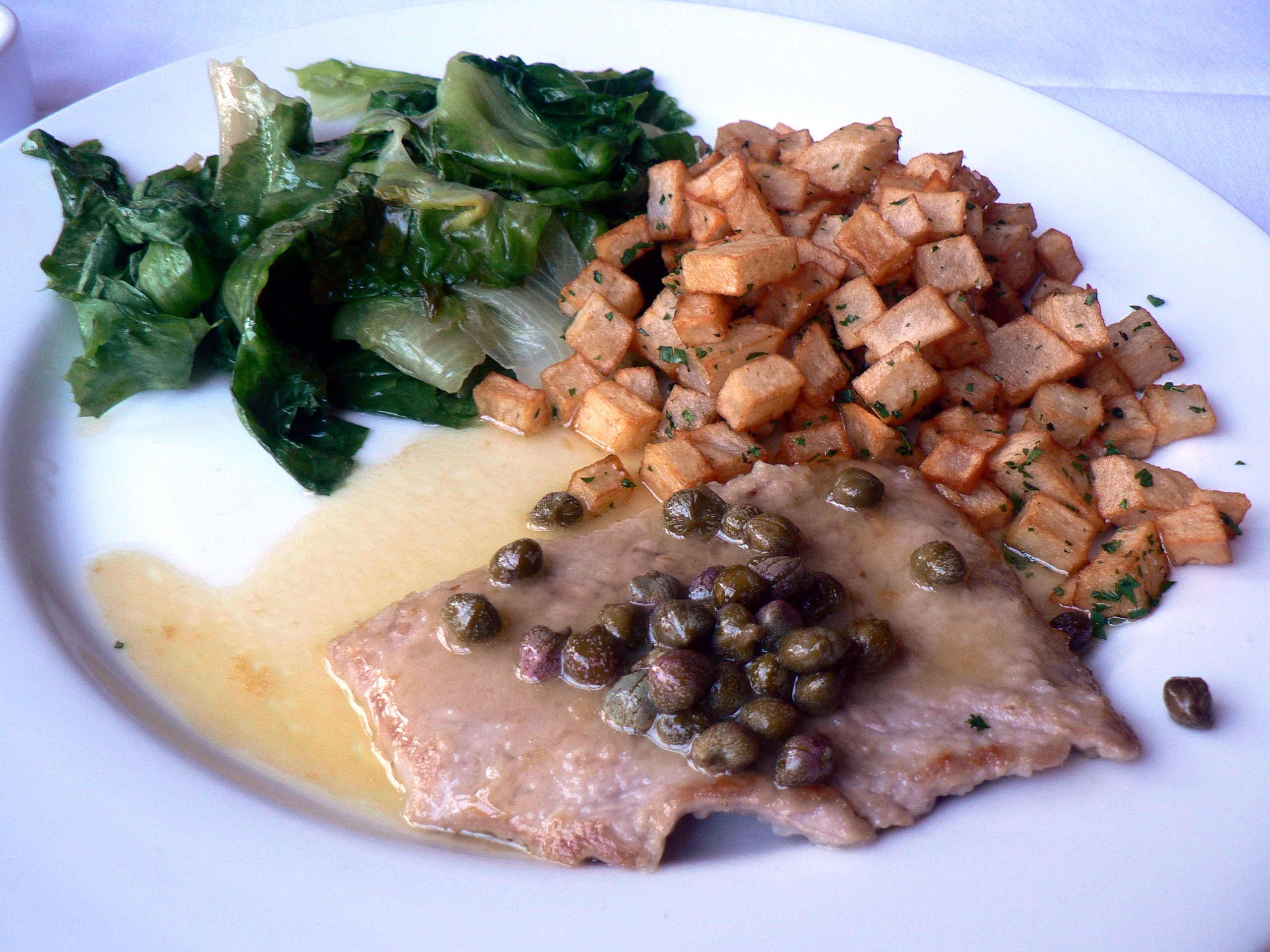
イタリアのミラノ料理で一般的な仔牛肉のピッカータ

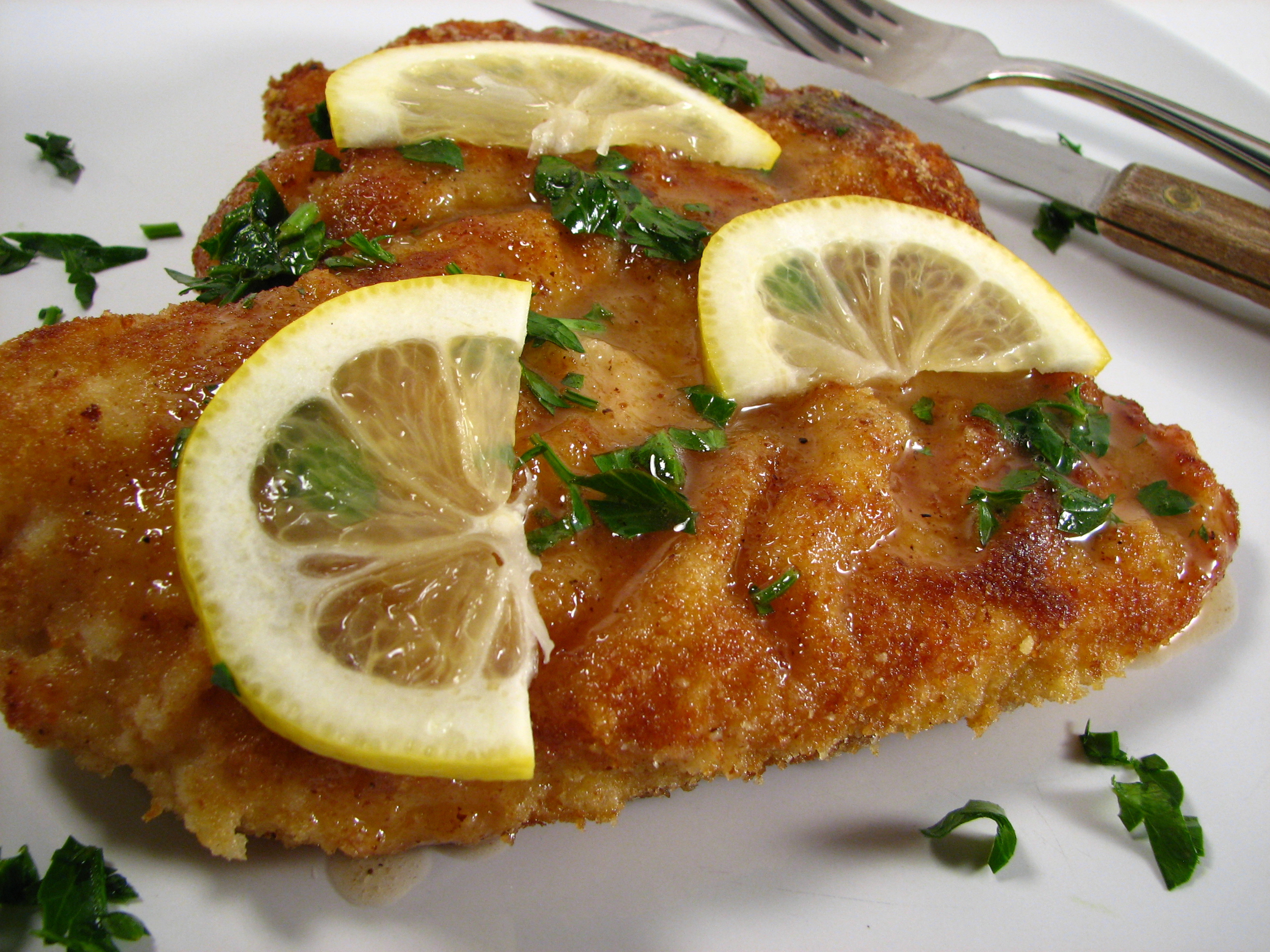
アメリカなどで好まれるチキンピカタ

ピカタ（イタリア語: piccata）は、イタリア・フィレンツェを発祥とする料理。ピッカータとも呼ばれる。

## 概要
イタリアにおいては、バター焼きした仔牛肉のレモン汁かけを指す。
日本においては、豚肉を用い、下味を付けた後に小麦粉を付けて、粉チーズを混ぜた溶き卵を絡ませてソテーした料理として認識されている 。また、日本では牛、羊、豚肉以外にも鶏肉、魚や野菜でピカタを作ることもある。

## 名称の由来
イタリア語のピッカータは「槍の一突き」の意味。薄い肉を1回裏返すだけで直ぐに焼き上がることから名づけられた。

## 日本のピカタ
上述のように日本ではピカタに卵液を用いる。
日本で卵液を用いるようになったのはホテルニューグランド（横浜市）の初代総料理長・サリー・ワイルのレシピが広まったものとされる。